# Heinrich Heydemann (Politiker)
Heinrich Viktor Heydemann (* 2. Januar 1881 in Güstrow; † 5. April 1973 in Rostock) war ein deutscher Jurist und Politiker. Er war Bürgermeister in Güstrow, Mitglied des Landtags des Freistaates Mecklenburg-Schwerin und kurzzeitig Oberbürgermeister in Rostock.

## Leben
Heinrich Heydemann wurde 1881 als Sohn des Landgerichtsrats Karl Heydemann geboren. Seine Brüder waren die Politiker Ernst Heydemann und Carl Heydemann, die später Bürgermeister in Rostock bzw. Stralsund waren. 
Heydemann besuchte zunächst die Schule in Güstrow und danach in Rostock, nachdem die Familie 1900 dorthin übergesiedelt war. Heydemann absolvierte ein Jurastudium und wurde promoviert; er besuchte die Universitäten Heidelberg, Berlin, München und war an der Universität Rostock immatrikuliert.
Heydemann war 1911 Polizeisenator in Güstrow. Von 1919 bis 1935 amtierte er als Bürgermeister von Güstrow. Zugleich war er in der Zeit von 1926 bis 1932 Mitglied des Landtags des Freistaates Mecklenburg-Schwerin für die Deutschnationale Volkspartei (DNVP), zuletzt als Angehöriger der Arbeitsgemeinschaft Nationaler Mecklenburger (ANM). Nach seiner Amtsenthebung als Bürgermeister wurde Heydemann 1935 Syndikus bei der Rostocker Brauerei Mahn & Ohlerich.
Im Mai und Juni 1945 fungierte er als Oberbürgermeister von Rostock. Danach leitete er im Juli und August 1945 als Ministerialdirektor die Finanzabteilung der Landesverwaltung. Am 10. August 1945 wurde Heydemann durch das NKWD verhaftet, angeblich wegen einer nicht genehmigten Kreditvergabe. Nach 81 Tagen Haft wurde er jedoch wieder entlassen, weil nichts gegen ihn vorlag, wie die SMA mitteilte. Nach seiner Haftentlassung wurde er Leiter des Rechtsamts beim Rat der Stadt Rostock. Im März 1947 kam es zu einer erneuten Verhaftung, in deren Folge er aus dem Staatsdienst entlassen wurde. Bis 1949 war Heydemann dann als Rechtsanwalt tätig.